# Route nationale 588
Pour les articles homonymes, voir Route 588.
La route nationale 588 ou RN 588 était une route nationale française reliant la RN 499, sur le territoire de la commune de Cistrières, à Murat. À la suite de la réforme de 1972 et à la modification du tracé de la RN 122, le tronçon de Cistrières à Grenier-Montgon a été déclassé en RD 588 et celui de Massiac à Murat a été renommé RN 122.

## Ancien tracé de Cistrières à Grenier (D 588)
- RN 499 (km 0)
- Laval-sur-Doulon (km 12)
- Champagnac-le-Vieux (km 19)
- Isseuge, commune d'Agnat
- Lamothe (km 31)
- Brioude (km 36)
- Saint-Beauzire (déviée, km 47)

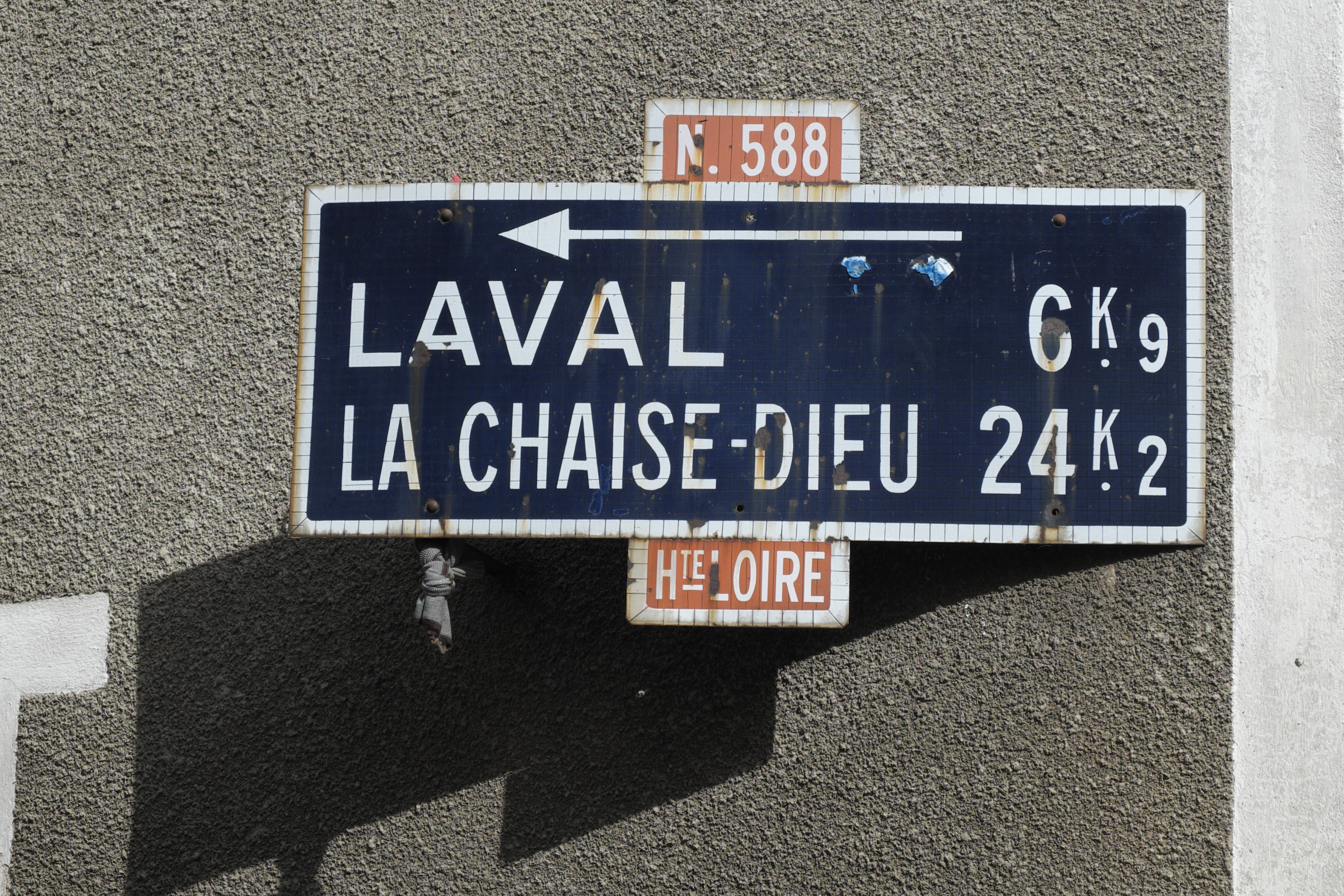
plaque de cocher sur la RN588 à Champagnac-le-Vieux

- Montgon, commune de Grenier-Montgon
- Grenier, commune de Grenier-Montgon (km 65)

La RN 588 faisait tronc commun durant 5 km avec la RN 9 pour rejoindre Massiac.

## Ancien tracé de Massiac à Murat (N 122)
- Massiac (km 70)
- Molompize (km 76)
- Peyreneyre, commune de Molompize
- Ferrières-Saint-Mary (km 85)
- Neussargues, commune de Neussargues-Moissac (km 95)
- Le Choulou, commune de Celles
- La Chapelle-d'Alagnon (km 102)
- Murat (km 104)